# MFK Barysau-900
MFK Barysau-900 (biał. Спартыўнае грамадскае аб'яднанне "Міні-футбольны клуб "Барысаў-900") – białoruski klub futsalowy z siedzibą w mieście Borysów, obecnie występuje w najwyższej klasie rozgrywkowej Białorusi.

## Sukcesy
- 5.miejsce Mistrzostw Białorusi (2): 2003/04, 2006/07
- finalista Pucharu Białorusi (1): 2010/11